# Francis Knollys
Francis Knollys (1514 – 19 luglio 1596) è stato un nobile inglese al servizio di Enrico VIII, Edoardo VI ed Elisabetta I, e membro del Parlamento britannico per diverse legislature.

## Biografia
Francis, nacque nel 1514 e studiò all'Università di Oxford. Enrico VIII estese a lui il favore che aveva dimostrato per suo padre Robert Knollys, assegnandogli la rendita delle proprietà paterne di Rotherfield Greys nel 1538. Questo fatto è attestato da atti ufficiali del Parlamento del Regno Unito del 1540–1541 e del 1545–6. Nello stesso tempo Francis divenne uno dei gentiluomini di Corte e nel 1539 ricevette Anna di Clèves al suo arrivo in Inghilterra. Nel 1542 entrò alla Camera dei Comuni.
All'inizio del regno di Edoardo VI accompagnò l'esercito inglese in Scozia, e venne elevato al rango di cavaliere dal comandante in capo, duca di Somerset, a Roxburgh il 28 settembre 1547.
Le forti convinzioni protestanti di Knollys, gli valsero l'incarico di educare il giovane re e la sorella principessa  Elisabetta, ed egli passò molto tempo a Corte speso in lunghe discussioni su argomenti religiosi oltre che nella partecipazione a tornei e giostre medioevali. Il 25 novembre 1551 fu presente, a casa di Sir William Cecil, ad un incontro fra alcuni cattolici e protestanti, sul rispetto della reale presenza di Gesù Cristo nel sacramento dell'eucaristia. Intorno alla stessa data gli vennero concesse le proprietà di Caversham nell'Oxfordshire e Cholsey nel Berkshire. Alla fine del 1552 visitò l'Irlanda per questioni di Stato.

## Matrimonio
Sposò, il 26 aprile 1540, Catherine Carey, figlia di William Carey e di Maria Bolena. Ebbero quindici figli:
- Mary Knollys (1541-1593), sposò Edward Stalker;
- Henry Knollys (1542-21 dicembre 1583), sposò Margaret Cave, ebbero due figlie;
- Lettice Knollys, contessa di Essex e di Leicester (1543-25 dicembre 1634), sposò in prime nozze Walter Devereux, I conte di Essex, ebbero cinque figli, in seconde nozze Robert Dudley, I conte di Leicester, ebbero un figlio, e in terze nozze Christopher Blount, non ebbero figli;
- William Knollys, I conte di Banbury (1544-25 maggio 1632), sposò in prime nozze Dorothy Bray, non ebbero figli, e in seconde nozze Elizabeth Howard, ebbero tre figli;
- Edward Knollys (1546-1580);
- Sir Robert Knollys (1547-1626), sposò Catherine Vaughan, ebbero due figlie;
- Richard Knollys (1548-21 agosto 1596), sposò Joan Heigham, non ebbero figli;
- Elizabeth Knollys (15 giugno 1549-1605), sposò Sir Thomas Leighton, ebbero tre figli;
- Maud Knollys (1550-1556);
- Sir Thomas Knollys (1558-1596), sposò Odelia de Morana, non ebbero figli;
- Sir Francis Knollys "il giovane" (1552-1643), sposò Lettice Barrett, ebbero nove figli;
- Anne Knollys (1553-30 agosto 1608), sposò Thomas West, II barone De La Warr, ebbero quattordici figli;
- Catherine Knollys (1560-20 dicembre 1620), sposò in prime nozze Gerald FitzGerald, barone di Offaly, ebbero una figlia, e in seconde nozze Sir Philip Butler, non ebbero figli;
- Cecily Knollys (1562-?);
- Dudley Knollys (1562-?).

## Maria I d'Inghilterra ed esilio
Con la salita al trono di Maria I d'Inghilterra nel 1553, le prospettive di Knollys divennero molto precarie. Le sue opinioni religiose lo posero in contrapposizione con la nuova regina di religione cattolica, ed egli decise prudentemente di spostarsi in Germania. Alla partenza, la principessa Elisabetta scrisse a sua moglie una bella lettera, esprimendo loro l'augurio di poter tornare presto in assoluta sicurezza. Knollys prese residenza a Francoforte sul Meno, dove venne ammesso nella chiesa luterana nel 1557 ma si spostò poi a Strasburgo. Secondo Fuller, sembra che egli a  Strasburgo sia stato in stretta amicizia con John Jewel e Pietro Martire Vermigli.
Prima della morte di Maria I tornò in Inghilterra, e come persona di sicura osservanza e fede nella religione protestante, venne inserito nel Consiglio privato della regina Elisabetta I nel dicembre 1558. Venne presto nominato Vice Ciambellano e capitano del Corpo reale degli alabardieri, mentre sua moglie e sua sorella — prime cugine di Elisabetta — divennero dame di compagnia della regina. Nel 1560 la moglie di Knollys ed il figlio Robert, ricevettero un appannaggio a vita della residenza reale di Taunton, parte della proprietà della Diocesi di Winchester.

## Membro del Parlamento
Nel 1559 Knollys venne scelto come membro della Camera dei Comuni per Arundel, e nel 1562 per Oxford. In 1572 venne eletto membro per l'Oxfordshire e vi rimase fino alla morte. Durante la sua carriera parlamentare fu spesso portavoce del governo sulle questioni politiche, ma nel campo religioso mantenne il suo zelo puritano a titolo individuale.
La sua amicizia con la regina e Lord Cecil lo portò ad occupare ruoli istituzionali. Nel 1563 fu governatore di Portsmouth, e fu molto tormentato dalle difficoltà di soddisfare le necessità di uomini e provviste del Conte di Warwick, impegnato nella sua disastrosa spedizione conto Le Havre nel mese di agosto di quell'anno. Nell'aprile 1566 venne inviato in Irlanda per controllare le spese di Sir Henry Sidney, che stava tentando di reprimere la ribellione di Shane O'Neill, e venne impedito dall'interferenza di fazioni interne alla Corte; ma Knollys si trovò costretto, contro i desideri di Elisabetta, ad approvare i piani di Sidney. Era fuor di dubbio, spiegò, che Sidney stava conducendo la campagna contro i ribelli irlandesi su linee severamente economiche. Ad agosto del 1564 accompagnò la regina a Cambridge e venne nominato "Maestro delle Arti". Due anni più tardi andò ad Oxford, anche questa volta accompagnando la regina, e ricevette un'altra onorificenza. Lo stesso anno venne nominato tesoriere della regina.

## Maria Stuarda regina di Scozia
Nel maggio 1568 Maria Stuarda, regina di Scozia, si recò in Inghilterra e si mise sotto la protezione di Elisabetta. Trovò rifugio nel castello di Carlisle e la delicata incombenza di prendersi cura della fuggitiva venne affidata congiuntamente a Knollys e ad Henry Scrope. Il 28 maggio Knollys arrivò al castello e fu ammesso alla presenza di Maria. Al primo incontro si rese conto del fascino potente della Stuarda, ma alle sue richieste di un incontro con Elisabetta, tendente a riottenere il trono, replicò con risposte evasive che i consulenti di Elisabetta gli avevano suggerito, e focalizzò invece la sua attenzione sul fatto che ella potesse essere coinvolta nell'assassinio di Enrico Stuart, Lord Darnley. La posizione di Knollys divenne sempre più antipatica e, scrivendo il 16 luglio a Lord Cecil, che tenne sempre ben informato sull'andamento delle conversazioni con Maria Stuarda, chiese con insistenza il proprio richiamo. Mentre si lamentava del suo gravoso compito, tuttavia Knollys cercava con grande perseveranza di convertire la propria prigioniera al puritanesimo e la guidò nella lettura del Libro della preghiera comune. Nelle sue discussioni con lei encomiò le dottrine del calvinismo, ma quando Elisabetta ne venne a conoscenza gli inviò una pesante reprimenda. Knollys, scrivendo a Cecil per difendersi, descrisse come Maria avesse accettato le sue conversazioni su temi religiosi. Maria infatti fece ogni sforzo per mantenere buone relazioni con lui. Ad agosto gli diede un presente per sua moglie, gli disse che avrebbe desiderato conoscerla e gli scrisse una lettera molto amichevole, il suo primo tentativo di scrittura in lingua inglese.
In ottobre, quando erano in avanzato stato di studio alcune possibilità di far sposare Maria Stuarda con un nobiluomo inglese, Knollys propose che il nipote di sua moglie, George Carey, sarebbe stata una buona soluzione.
In novembre l'indagine sui misfatti di Maria, iniziata a York, venne riaperta a Westminster e Knollys disse di aver bisogno di un maggior numero di soldati per tenere la prigioniera al sicuro da eventuali tentativi di liberazione. A dicembre venne inviato da Elisabetta a convincere Maria ad abdicare al trono scozzese. A gennaio del 1569 Knollys disse chiaramente ad Elisabetta che, nel decidere se Maria dovesse essere condannata o scagionata dalle accuse pendenti contro di lei, avrebbe dovuto lasciare il compito al suo sperimentato consigliere personale. Il 20 gennaio Bolton ricevette ordini di trasferire Maria a Tutbury, dove il Conte di Shrewsbury doveva occuparsi della sua custodia. Maria protestò nei confronti di Knollys, contro la rimozione dal trono di Scozia, intendendo protestare nei confronti di Elisabetta, ma il giorno seguente fu costretta a lasciare Bolton, e Knollys rimase con lei a Tutbury fino al 3 febbraio, quando la morte della moglie lo costrinse a tornare a casa. Maria Stuarda biasimò Elisabetta per la morte di Lady Knollys, attribuendola all'assenza forzata del marito impegnato al nord.

## Relazioni con Elisabetta I
Nell'aprile 1571 Knollys sostenne fortemente le clausole retrospettive per una migliore protezione della regina Elisabetta, secondo le quali chiunque avesse avanzato richieste di aspirazione al trono sarebbe stata imputata di alto tradimento. L'anno successivo egli venne nominato Tesoriere della Casa Reale, e spesso fece compagnia ad  Elisabetta ad Abbey House a Reading, dove lui risiedette spesso. Tenne questo incarico fino alla sua  morte.
Anche se Knollys fu sempre in ottimi rapporti con la regina, non celò mai la sua avversione ai suoi metodi di governo. La sua riluttanza a seguire buoni consigli, la sua apparente prontezza nell'incoraggiare parassiti ed adulatori, era, egli puntualizzò audacemente, responsabile della maggior parte dei suoi pericoli e delle sue difficoltà. A luglio del 1578 Knollys ripeté i suoi avvertimenti in una lunga lettera, e la implorò ad adottare misure dirette per evitare la conquista dei Paesi Bassi da parte della Spagna, la rivolta della Scozia verso la Francia e Mary Stuart, e la crescita dei papisti in Inghilterra. Egli non si oppose alle prime proposte di matrimonio della regina con Alençon che vennero avanzate nel 1579, ma durante i negoziati mostrò riluttanza ad accettare lo schema, ed Elisabetta minacciò che il suo zelo per la religione gli sarebbe costato caro.
Nel dicembre 1581 partecipò all'esecuzione capitale del gesuita Edmund Campion, chiedendogli, sul patibolo, di rinnegare il Papa. Lui fu uno dei giurati nel processo di Parry il gesuita 1585, di Anthony Babington e del suo complotto in cui egli provò a confutare il protestantesimo, ed in quello della regina Mary a Fotheringay nel 1586. Lui esortò l'esecuzione immediata di Mary nel 1587 sia in Parlamento che nel consiglio. Nell'aprile 1589 fu membro della giuria nel processo contro Philip Howard conte di Arundel. Il 16 dicembre 1584 presentò alla Camera dei Comuni, una legge per la costituzione di una associazione per la protezione della regina contro gli assassini. Nel 1585 offrì 100 sterline, per la durata di sette anni, quale contributo alle spese per mantenere l'influenza inglese sui Paesi Bassi, e rinnovò l'offerta, che non venne accettata, nel luglio 1586. Nel 1588 – 9 venne posto al comando delle forze di terra nell'Hertfordshire e nel Cambridgeshire per fronteggiare il pericolo dell'Invincibile Armata. Knollys si interessò ai viaggi di Frobisher e Drake, e detenne delle azioni sulla prima e seconda spedizione in Cina.

## Puritanesimo
Knollys non tentennò mai nel suo supporto costante del puritanesimo. Nel maggio 1574 fu firmatario, assieme a Edmund Grindal, Sir Walter Mildmay, e Sir Thomas Smith di una lettera a Parkhurst, vescovo di Norwich, nella quasi si dicevano a favore degli esercizi religiosi noti come prophesyings. Ma egli era zelante contro l'eresia, ed a settembre del 1581 implorò Burghley e Robert Dudley, I conte di Leicester di reprimere questa setta anabattistica come membri della Family of Love, che perseguivano la svolta dei papisti. Scrivendo a Whitgift, arcivescovo di Canterbury, il 20 giugno 1584, lui condannò apertamente i tentativi dell'arcivescovo di perseguire i predicatori puritani nella Court of High Commission, come ingiustamente dispotici, e forieri di tracciare la via al papa e sostenne Cartwright con eguale veemenza uguale. Il 24 maggio 1584 spedì a Burghley un attacco pesante su l'ambizione che mina e la bramosia di alcuni dei nostri vescovi, e sulle loro persecuzioni dei puritani. Ripetendo le sue viste nel luglio 1586, esortò il bando di tutti gli avversori del puritanesimo e l'esclusione dagli uffici pubblici di tutti quelli che si sposavano contro la sua religione. Nel 1588 lui addebitò a Whitgift di mettere in pericolo l'incolumità della regina con la sua tirannia papistica, ed incarnò la sua accusa in una serie di articoli che Whitgift caratterizzò come un affettuoso e scandaloso sillogismo.
Nel parlamento del 1588 – 9 cercò vanamente di far passare una legge contro la non residenza del clero. Nel corso della discussione denunciò le richieste dei vescovi di tenere Corte nel proprio nome, e negò loro evento mondano. Questo discorso, riferito direttamente a Burghley, fu pubblicato nel 1608, insieme ad una lettera a Knollys dal suo amico, il puritano John Rainolds in cui veniva criticato aspramente il sermone del vescovo Bancroft alla St Paul's Cross del 9 febbraio 1588. Il volume fu intitolato Informations, or a Protestation and a Treatise from Scotland … all suggesting the Usurpation of Papal Bishops. Il contributo di Knollys riapparve come Speeches used in the parliament by Sir Francis Knoles, nel libro di William Stoughton, Assertion for True and Christian Church Policie (London, 1642). Fra il 1589 ed il 1590 cercò, in una corrispondenza con Burghley, di convincere il secondo dell'imprudenza di adottare la teoria di Whitgift del diritto divino dei vescovi. Il 9 gennaio 1591 scrisse al suo corrispondente che era meravigliato di come sua Maestà potesse essere persuasa di temere azioni contro la sua persona sia dai puritani che dai papisti. Il 14 maggio 1591 dichiarò, che avrebbe preferito andare in pensione dalla politica piuttosto che cessare di esprimere la sua ostilità alle richieste dei vescovi di godere di piena libertà.

## Affari interni e morte
Gli affari interni del regno gli causarono grande ansietà. Nonostante le sue amichevoli relazioni con il conte di Leicester, non approvò gli intrighi del favorito reale con sua figlia, Lettice, vedova di Walter Devereux, I conte di Essex, e egli insistette per il loro matrimonio a Wanstead il 21 settembre 1578. Il temperamento caparbio di suo nipote, Robert Devereux, II conte di Essex (figlio di sua figlia Lettice con il suo primo marito), fu una fonte di guai per lui negli ultimi anni della sua vita, e la regina sembrò ritenerlo responsabile delle azioni del giovane. Knollys fu creato cavaliere dell'Ordine della Giarrettiera nel 1593, e morì il 19 luglio 1596. Fu seppellito a Rotherfield Greys, e gli venne eretto un monumento elaborato, con l'effigie dei sette figli, delle sei figlie, e della moglie di suo figlio William, ancora presente nella chiesa.